# Friedrich Geerds
Friedrich M. J. Geerds (* 29. August 1925 in Lübeck; † 26. April 2000 in Frankfurt am Main) war ein deutscher Jurist und galt als einer der führenden Kriminologen Deutschlands.

## Leben
Friedrich M. J. Geerds, Sohn von Marie-Luise Geerds, geborene Howe, und Friedrich Geerds, besuchte die Marienschule und das Katharineum in Lübeck. Anschließend studierte er Rechtswissenschaft an der Universität Kiel, wo er 1953 zum Dr. jur. promoviert wurde. 1959 habilitierte er sich in Kiel und wurde an der dortigen Universität Privatdozent.
Ab 1964 war Friedrich Geerds ordentlicher Professor für Kriminologie, Kriminalistik, Straf- und Strafprozessrecht an der Johann Wolfgang Goethe-Universität Frankfurt am Main, wo er auch als Direktor des Instituts für Kriminologie wirkte. Er war Herausgeber des Archivs für Kriminologie unter besonderer Berücksichtigung der gerichtlichen Physik, Chemie und Medizin. Er fungierte auch als Herausgeber unter anderem von Kriminalwissenschaftliche Abhandlungen und Mitherausgeber von Frankfurter kriminalwissenschaftliche Studien.
Geerds besonderes Interesse galt neben der Kriminologie der Kriminalistik. Er war evangelisch, verheiratet seit 1961 mit Hergart Geerds, geborene Voß, mit der er zwei Söhne (Hinrich und Detlev Geerds) hatte, und lebte in Villmar-Langhecke.

## Schriften (Auswahl)
- Einwilligung und Einverständnis des Verletzten. 1953 (Dissertation).
- Gnade, Recht und Kriminalpolitik. 1960 (Kieler Antrittsvorlesung).
- Zur Lehre von der Konkurrenz im Strafrecht. 1961 (Habilitationsschrift).
- Über den Unrechtsgehalt der Bestechungsdelikte und seine Konsequenzen für Rechtsprechung und Gesetzgebung. 1961.
- Die Kriminalität als soziale und wissenschaftliche Problematik. 1965 (Frankfurter Antrittsvorlesung).
- mit G. Simon: Straftaten gegen die Person und Sittlichkeitsdelikte in rechtsvergleichender Sicht. 1969.
- Einzelner und Staatsgewalt im geltenden Strafrecht. 1969.
- Kriminelle Stilblüten. Eine Aus- und Spätlese strafrechtlicher und strafprozessualer Übungsarbeiten.  Schmidt-Römhild, Lübeck 1991, ISBN 3-7950-0098-X.
- Groß-Geerds: Handbuch der Kriminalistik. 10. Auflage. Band 1–2, 1977–1978.
- Kriminalistik. Schmidt-Römhild, Lübeck 1980, ISBN 3-8016-0046-7.
- Vernehmungstechnik. 5. Auflage. Schmidt-Römhild, Lübeck 1976, ISBN 3-8016-0032-7.
- Sachbeschädigungen. 1983.